# Elatine macrocalyx
Elatine macrocalyx är en slamkrypeväxtart som beskrevs av Albr.. Elatine macrocalyx ingår i släktet slamkrypor, och familjen slamkrypeväxter. Inga underarter finns listade i Catalogue of Life.